# John Nelson Darby
John Nelson Darby (Westminster, 18 novembre 1800 – Bournemouth, 29 aprile 1882) è stato un religioso inglese, leader del raggruppamento cristiano evangelico chiamato dei Fratelli di Plymouth.
Nasce da una distinta famiglia anglo-irlandese. Studia con successo al Trinity College di Dublino e, dopo la laurea (1819) è chiamato a sedere fra i membri della Irish Chancery Bar (1822).
Consacrato ministro di culto tre anni più tardi, serve con instancabile devozione in una parrocchia della Chiesa di Irlanda (Episcopaliana) nella Contea di Wicklow. Insofferente verso l'ordinamento di questa chiesa, però, nel 1827 pubblica un controverso trattato dal titolo Sulla natura ed unità della Chiesa di Cristo. Dà le dimissioni in quello stesso anno e si unisce ad un gruppo che si incontra a Dublino per la frazione del pane e la preghiera, assumendone poi la direzione distinguendosi per i suoi personali talenti ed attraente personalità mistica e spirituale.
Dal 1830 si reca frequentemente sul Continente per giri di predicazione in cui distribuisce migliaia di opuscoli, bibbie e scritti apologetici.
Nel 1845 si scontra con B. W. Newton a Plymouth discordando da questi sull'escatologia e sull'ecclesiologia, il che porta ad una divisione fra fratelli "aperti" e più esclusivi.
Darby continua a viaggiare per diffondere il suo pensiero teologico nel Nord America, le Indie occidentali e la Nuova Zelanda. Il suo stile letterario è spesso oscuro, ma i canti cristiani che compone vibrano di devozione mistica. Produce una nuova versione della Bibbia in tedesco, francese ed inglese.
Appassionato nelle controversie teologiche sui dogmi del Cristianesimo e sulle profezie bibliche ed a volte accecato dal pregiudizio che lo portava in qualche caso a veri e propri scatti di violenza incontrollata da cui però rientrava in pochi minuti calmandosi in genere leggendo un versetto biblico: uno scritto dei tempi dice che per calmare gli stati di agitazione rompesse i piatti scagliandoli per terra.